# Coll de la Traversette (Alps Cots)
El Coll o pas de la Traversette (en toscà: Colle delle Traversette) és un coll dels Alps del Sud, situat a 2.914 metres d'altitud, a la frontera entre l'estat francés (Provença-Alps-Costa Blava) i l'italià (Piemont).

## Geografia i accés

### Situació
El Coll de la Traversette, situat a prop del mont Viso, domina la Vall de Guil al Cairàs, al costat francés, i la Vall del Po, al costat italià. Es troba al límit sud del Parc Natural del Cairàs i situat a la Reserva Natural de Ristolas-Mont Viso, creada el 8 de febrer del 2007.
El coll en si es troba a 2.914 metres sobre el nivell del mar, però la senda assenyalada arriba als 2.947 metres, 50 metres més al sud, en un lloc més accessible.

### Accés
S'hi accedeix a peu per una antiga senda de mules que arriba al túnel de la Traversette, també anomenat “resclosa de Viso", perforat al segle XV sota el coll, a 2.893 m d'altitud.
Aquest coll és un dels punts de cruïlla alts per als atletes que practiquen la ruta del Tur del mont Viso.

## Història

### Hipòtesi del pas d'Hanníbal
El Coll de la Traversette es considera un dels possibles passos dels exèrcits del general cartaginés Hanníbal, que creuat els Alps l'octubre del 218 abans de la nostra era per marxar cap a Roma. Tot i que durant molt de temps semblava una hipòtesi poc probable a causa de l'altitud d'aquest pas, ha estat objecte d'investigacions recents. La hipòtesi de Traversette està, però, associada a altres possibilitats, com ara el Coll del Clapier, el Coll del Petit-Saint-Bernard, el Pas del Mont Cenis i el del Montgenevre.
El 1974, el biòleg evolucionista anglés i antic director del Museu d'Història Natural de Londres, Gavin de Beer, assegurà que Hanníbal havia passat per aquest coll, sense proves tangibles que ho confirmassen.

Hanníbal i els seus soldats travessant els Alps

Els estudis de dades geològiques, bioestratigràfiques, geoquímiques i microbiològiques, realitzades in situ durant l'any 2016 sota la direcció del professor Bill Mahaney de la Universitat de York de Toronto, van permetre destacar, en una torbera situada sota el coll, la presència d'una capa de fang molt alterada i enriquida amb matèria orgànica. Aquesta capa sedimentària, datada amb C14 de cap al 218 ae, es caracteritza per una forta presència de bacteris Clostridium, típics dels mamífers. Les observacions d'aquest estudi indiquen el pas pel Coll de la Traversette de milers d'animals, sobretot cavalls, durant el període corresponent al pas dels Alps per Hanníbal.
El 2017, però, segons Andrew Wilson, professor d'arqueologia i membre de l'Institut d'Arqueologia de la Universitat d'Oxford, els resultats d'aquest estudi no ens permeten recolzar completament la presència d'aquests bacteris, que s'haurien pogut acumular durant anys, o fins i tot segles, i que es vincularien al pas del general púnic.

### Túnel de Ludovic II

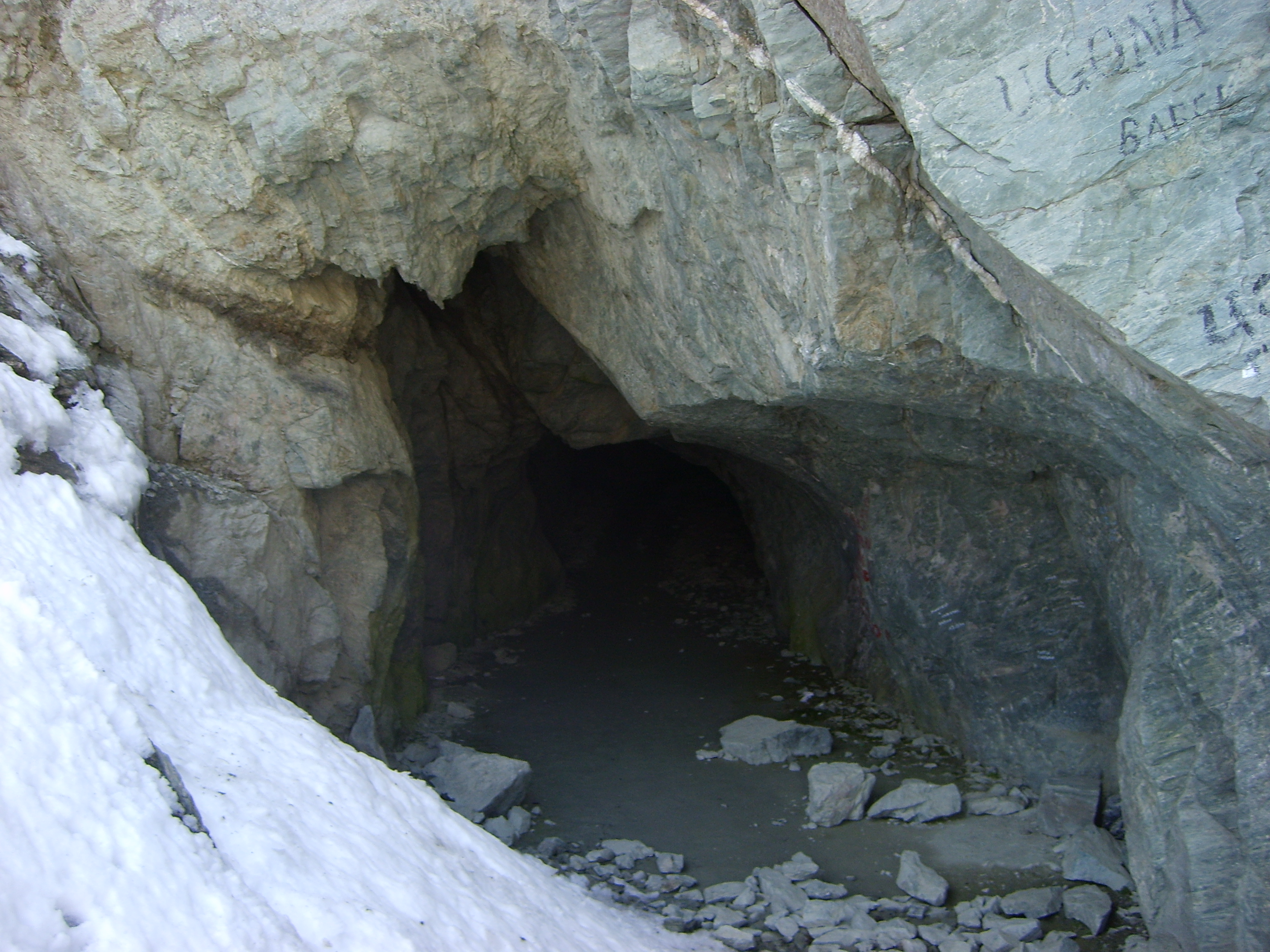
Entrada al Túnel de la Traversette, costat italià

El túnel fou excavat entre juny del 1479 i novembre del 1480, per iniciativa de Ludovic II, marqués de Saluzzo, per a connectar la Provença i el Delfinat amb el seu marquesat, tot evitant el coll, al qual era molt difícil d'accedir.
Tancat a finals del segle XVI per les tropes del duc de Savoia, després obert i tancat algunes vegades, es va restaurar el 1907 gràcies a l'assistència del Club Alpí Italià i el Touring Club de França, i de nou el 2014, per fer-lo accessible als senderistes i ciclistes; només a l'estiu, però.